# Blomvassbock
Blomvassbock (Donacia tomentosa) är en skalbaggsart som beskrevs av August Ahrens 1810. Den ingår i släktet rörbockar och familjen bladbaggar.

## Beskrivning
Blomvassbocken är en avlång skalbagge på 6 till 9,5 mm med glänsande, koppar- till grönfärgad kropp. Antenner och ben är dock till viss del rödbruna. Mellan- och bakkropp är täckta med varmgul behåring.

## Utbredning
Utbredningsområdet utgörs av Mellaneuropa till södra Nordeuropa.
I Sverige förekommer arten i Skåne. Rapporterade fynd i andra landsdelar anses numera bero på felbestämningar eller feletiketteringar. I Finland har arten observerats längst i söder på det finska fastlandet (alltså ej Åland), med ungefärlig nordgräns vid landskapen Satakunta, Birkaland, Päijänne-Tavastland och Södra Savolax.
Arten är rödlistad som sårbar i Sverige. I Finland är den klassificerad som livskraftig, men den är mycket sällsynt.

## Ekologi
Artens livsmiljö är näringsrikt sötvatten, som sjöar, mindre vattensamlingar och lugna vattendrag.
Skalbaggen är dagaktiv och kan ses på blomvass, den första generationen i maj till juni, den andra i augusti.
Larverna utvecklas på rötterna av blomvass i lugnvatten, bland annat långsamrinnande åar och vattensamlingar i övergivna lertag.